# 索镇公园站
索镇公园站（法語：Gare du Parc de Sceaux），是法国的一个铁路车站，属于大区快铁B线B4支线。开通于1854年7月29日，位于上塞纳省安东尼。属于第三收费区（法語：Zone 3），1977年12月9日大区快铁B线开始使用本站。

## 名称
该站名取自位于安东尼与索镇之间的索镇公园（法语：Parc de Sceaux），其中“Sceaux”与意为“印章、玺”的单词“sceau”无关。

## 公交换乘线
公交站点名称为La Fontaine。
- RATP公交路网197路、297路
- 法兰西岛夜班车N14路、N21路